# Mario Petrucci

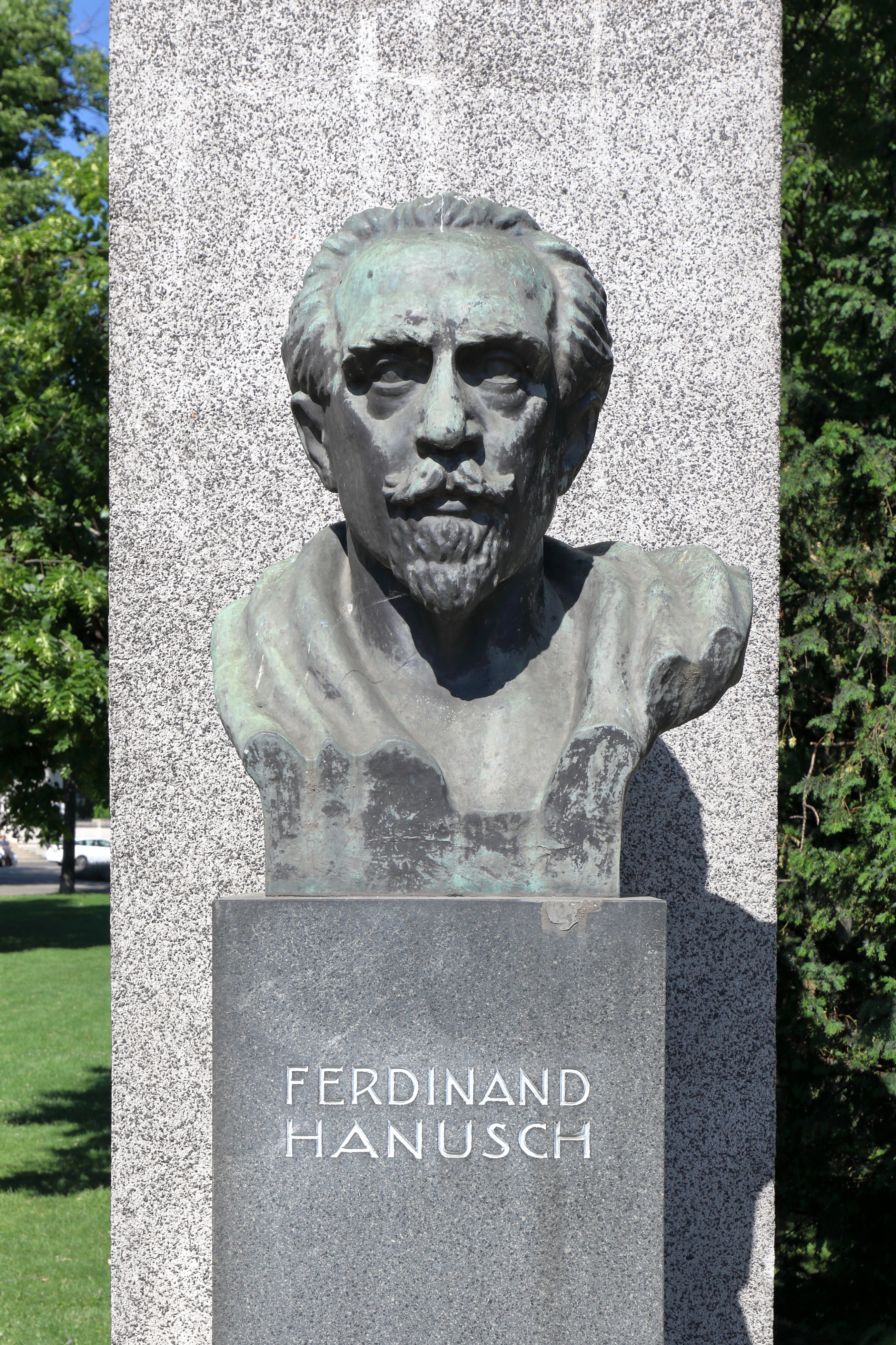
Ferdinand Hanusch-Büste des Republikdenkmals; nach einem Entwurf von Carl Wollek

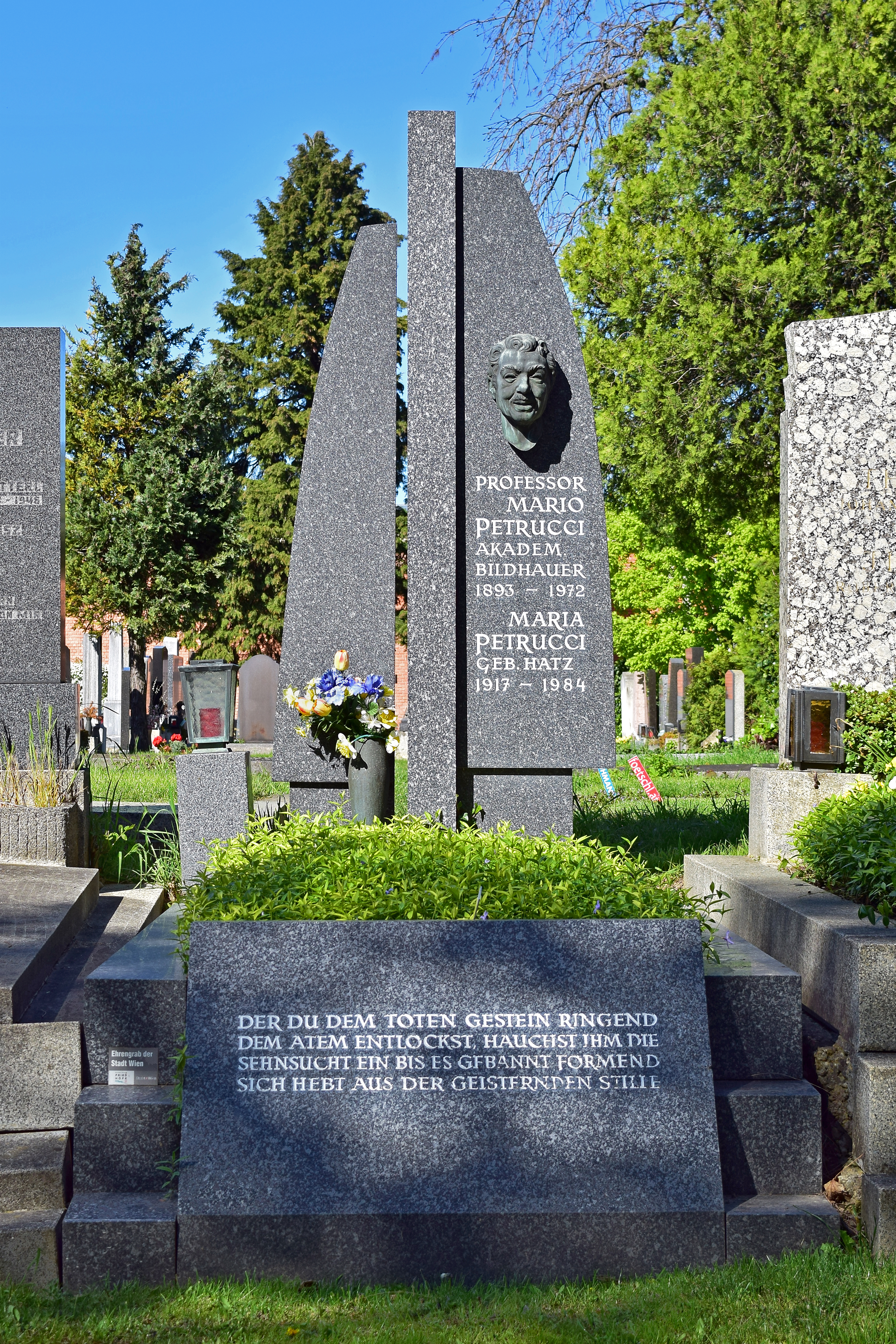
Grab von Mario Petrucci am Wiener Zentralfriedhof

Mario Antonio Giuseppe Petrucci (* 25. März 1893 in Ferrara, Italien; † 25. August 1972 in Wien) war ein italienisch-österreichischer Bildhauer.

## Leben
Petrucci, dessen Vater ein Schuhmachermeister und die Mutter eine Bäuerin war, ging bereits als Elfjähriger auf die Walz. Seine Karriere als Dekorationsbildhauer, Kunstgewerbler und Maler begann er in Zürich. Für das Gebäude des Schweizer Bankvereins modellierte er einen Delphinbrunnen, für eine Villa am Zürichsee einen Märchenbrunnen sowie Grabdenkmäler für Friedhöfe in Winterthur und Zürich.
Beim Ausbruch des Ersten Weltkrieges befand er sich in Mannheim und begab sich daraufhin wiederum in die Schweiz, wo er als Stuckateur arbeitete. 1920 kam er nach Wien und besuchte die Meisterschule von Hans Bitterlich an der Akademie der bildenden Künste. Nach dem Krieg war Petrucci einer der meistbeschäftigten Bildhauer der Stadt Wien.
Petrucci starb im Alter von 79 Jahren am 25. August 1972 in Wien. Er wurde am 5. September 1972 auf dem Wiener Zentralfriedhof in einem ehrenhalber gewidmeten Grab beigesetzt (Grabstelle: Gruppe 13B, Reihe 13, Nr. 5).

## Werke (Auswahl)
- Lassalledenkmal, 1928, Wien
- Heimkehrer-Gedächtnismal, 1948, Leopoldsberg, Wien
- Bildnisbüste Ferdinand Hanusch, 1948, am Denkmal der Republik, Wiener Ringstraße
- Gänsebrunnen, 1951, bei der Freihofsiedlung in Kagran[5]
- Denkmal für die vom Faschismus ermordeten Feuerwehrmänner, Wien
- Vogeltränkebrunnen, 1953, im Wiener Stadtpark
- Bildnisbüste Anton Hueber, 1953, Hueber-Hof, Quellenstraße 24B
- Relief Liegender Soldat, 1939/45, Glasguss geätzt, Heeresgeschichtliches Museum, Wien

### Gedenktafeln
- In der Gumpendorfer Straße 130 in Wien befindet sich neben anderen von Petrucci gestaltete Gedenktafeln ein 1936 geschaffenes Medaillon, das an den Schreibmaschinenerfinder Peter Mitterhofer erinnert.[6]